# Kajika
Kajika (カジカ, Kajika) est un shōnen manga d'Akira Toriyama prépublié dans le Weekly Shōnen Jump #31 dès juillet 1998 et édité aux éditions Shūeisha au Japon en 1999 et en français en 2001 par Glénat dans un volume unique. L'action se déroule dans The World, l'univers de fiction d'Akira Toriyama.

## Histoire
Kajika, jeune expert en arts martiaux, est sous l'emprise d'un sortilège pour avoir tué un renard. Pour s'en libérer, il doit sauver mille vies. Il est accompagné dans sa quête par l'âme du renard qui est devenu son meilleur ami. Sa route croise aussi celle de Haya, une jeune fille qui essaye d'échapper à un milliardaire sans pitié, Gibachi, qui veut lui prendre l'œuf de dragon qu'elle a en sa possession. Le sang de ce dragon, dernier survivant de sa race, lui donnera un pouvoir extraordinaire.

## Personnages principaux
- Kajika (カジカ?), mi-homme mi-renard, a été victime d'une malédiction il y a 5 ans pour avoir tué un renard sans raison. Les villageois de la tribu de Kawa, effrayés, l'ont alors chassé. Il est très puissant mais son vrai pouvoir est contenu par le sort. Il est capable d'extraire le mal d'une personne et de la rendre bonne.

- Gigi (ギギ?) est le renard tué par Kajika, il l'accompagne et est devenu son meilleur ami.

- Haya (ハヤ?) est une voleuse professionnelle et vient de l'Île Ronron. Lorsque Kajika la rencontre, elle a en sa possession l'« œuf précieux », un œuf de dragon que Yugoi tente de lui reprendre. Après avoir été sauvée par Kajika, elle trouve que cette mission devient trop dangereuse et lui confie l'œuf.

- Yugoi (ユゴイ?) travaille pour Gibachi. Alors qu'il tente de reprendre l'œuf à Haya, il est battu par Kajika qui le transforme en homme bon.

- Gibachi (ギバチ?) est un brigand à la recherche de l'œuf de dragon. La présence de dragomir dans le sang du dragon lui permettra d'acquérir une grande puissance à condition que son sang soit bu dans la journée de sa naissance. Il envoie Isaza à la poursuite de Kajika.

- Isaza (イサザ?) est un chasseur de primes. Comme kajika, il est originaire de la tribu de Kawa dont il a été chassé avec sa mère car son père était un étranger. Comme Kajika, il maîtrise le combat shūfū. Il est engagé par Gibachi pour récupérer l'œuf.

- Donko (ドンコ?) rencontre Kajika et Isaza et leur vend à tous les deux des informations. Il est très rapide et peut même passer le mur du son. Il peut également hurler très fort.

## Chapitres
| Ch. | Titre français                | Titre japonais         | Titre japonais             |
| Ch. | Titre français                | Kanji                  | Rōmaji                     |
| --- | ----------------------------- | ---------------------- | -------------------------- |
| 1   | Maudit Kajika                 | 呪われたカジカ         | Norowareta Kajika          |
| 2   | L'ambition de Gibachi         | ギバチの野望           | Gibachi no yabō            |
| 3   | Kajika et Isaza               | カジカとイサザ         | Kajika to Isaza            |
| 4   | Le troisième homme            | 第３の男               | Daisan no otoko            |
| 5   | La vraie force d'Isaza        | イサザの実力           | Isaza no jitsuryoku        |
| 6   | L'opération de Donko          | ドンコの作戦           | Donko no sakusen           |
| 7   | Le choc de Kajika             | カジカのショック       | Kajika no shokku           |
| 8   | Le pouvoir du dragon          | ギバチのドラゴンパワー | Gibachi no doragon pawā    |
| 9   | Le sort peut-il être annulé ? | 解けるか！？呪い       | Tokeru ka!? Noroi          |
| 10  | L'ultime combat               | 決戦！カジカ対ギバチ   | Kessen! Kajika tai Gibachi |
| 11  | Les hésitations de Kajika     | カジカの迷い           | Kajika no mayoi            |
| 12  | Le dernier chapitre           | やさしいカジカ         | Yasashii Kajika            |

## Analyse
Cette histoire très axée sur le combat lorgne vers la période Z de Dragon Ball, avec des combats qui se succèdent à l'image d'un jeu vidéo.

## Publication
- (ja) Akira Toriyama, カジカ, Shūeisha,‎ janvier 1999, noir et blanc (ISBN 4-08-872658-8, présentation en ligne)
- (fr) Akira Toriyama (trad. Sylvain Chollet), Kajika [« カジカ, Kajika »], Glénat, coll. « Shōnen »,‎ février 2001, 204 p., 11,5x18, noir et blanc (ISBN 978-2-7234-3148-4, ISSN 1253-1928, présentation en ligne)